# Trofee Maarten Wynants 2016 (vrouwen)
De derde editie van de Belgische wielerwedstrijd Trofee Maarten Wynants voor vrouwen werd verreden op 8 mei 2016. De start en finish vonden plaats in Houthalen-Helchteren. De winnaar was Lotte Kopecky, gevolgd door Lauren Kitchen en Kelly Druyts.

## Uitslag
| Trofee Maarten Wynants 2016 |                    |                                       |          |
| Plaats                      | Naam               | Ploeg                                 | Tijd     |
| Winnaar                     | Lotte Kopecky      | Lotto Soudal Ladies                   | 2u44'06" |
| 2                           | Lauren Kitchen     | Team Hitec Products                   | z.t.     |
| 3                           | Kelly Druyts       | Topsport Vlaanderen-Etixx             | z.t.     |
| 4                           | Monique van de Ree | Lares-Waowdeals                       | z.t.     |
| 5                           | Demi de Jong       | Boels Dolmans Cycling Team            | z.t.     |
| 6                           | Daiva Tušlaitė     | Inpa-Bianchi                          | z.t.     |
| 7                           | Wiebke Rodieck     | Koga-Protective-Fachklinik Dr. Herzog | z.t.     |
| 8                           | Anouk Rijff        | Lotto Soudal Ladies                   | z.t.     |
| 9                           | Daniela Gass       | De Sprinters Malderen                 | z.t.     |
| 10                          | Inga Rodieck       | Koga-Protective-Fachklinik Dr. Herzog | z.t.     |